# 国道247号

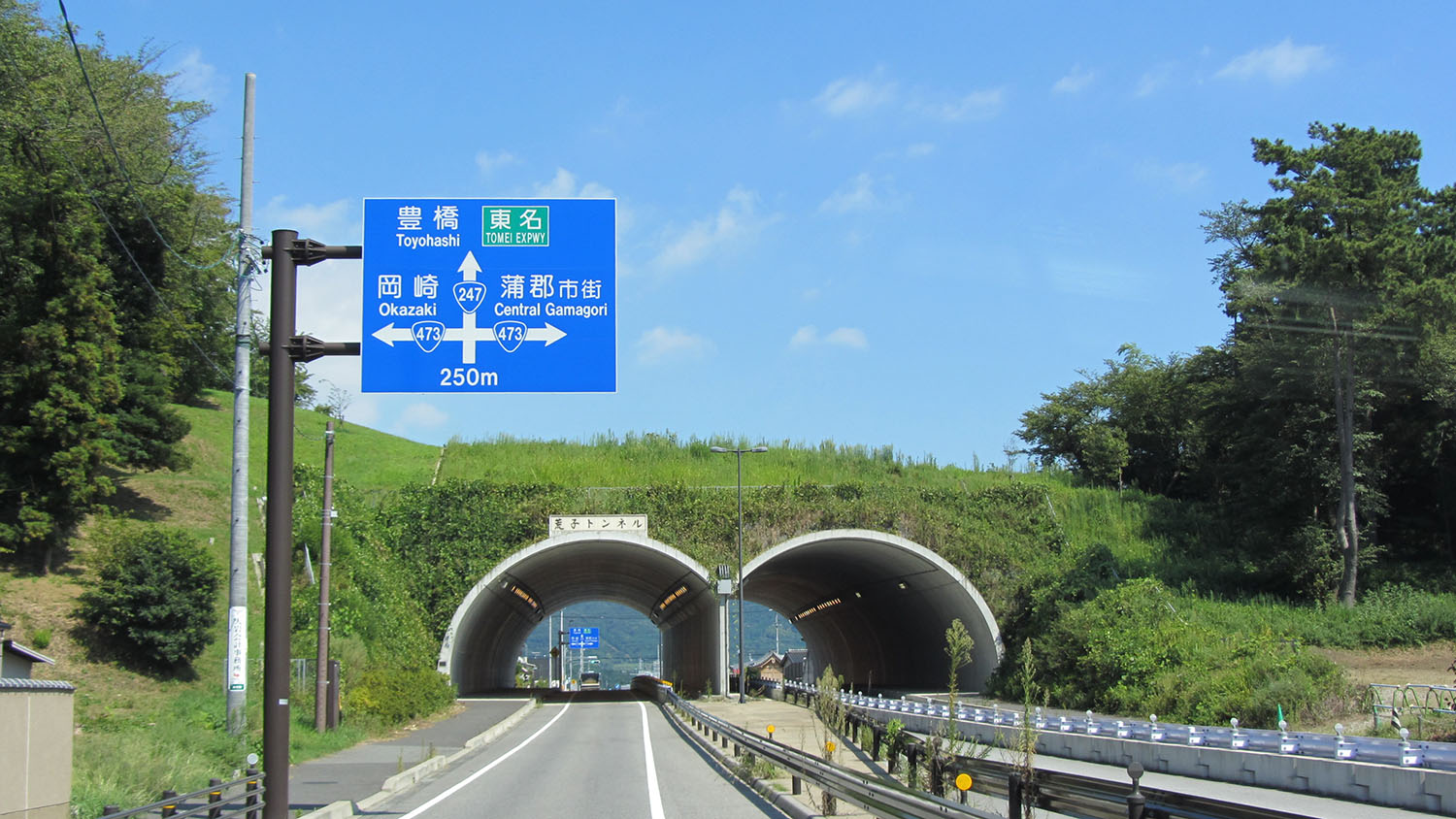
国道473号との交差
（中央バイパス）
愛知県蒲郡市蒲郡町

国道247号（こくどう247ごう）は、愛知県名古屋市熱田区から豊橋市に至る一般国道である。

## 概要
起点の愛知県名古屋市熱田区から南下し、知多半島を周回しながら、愛知県知多地区の各都市を結び、衣浦湾を渡る。その後は三河湾沿いの各都市を経由して、豊川市で国道1号と重複した後、終点の豊橋市に至る路線であり、起終点、経由地いずれも、愛知県内の路線である。
起点の名古屋市から、国道155号と重複する常滑市までと、中央バイパスや 小坂井バイパスは、片側2車線の道路が整備されており、その他の区間においても、片側1車線の道路が整備されている。

### 路線データ
一般国道の路線を指定する政令に基づく起終点および重要な経過地は次のとおり。
- 起点：名古屋市（熱田区、熱田神宮南交差点 = 国道1号交点、国道19号・国道22号起点）
- 終点：豊橋市（西八町交差点 = 国道1号交点、国道151号・国道259号終点）
- 重要な経過地：東海市、知多市、常滑市、愛知県知多郡南知多町、半田市、高浜市、碧南市、西尾市（寺津町）、蒲郡市
- 総延長 : 172.7 km（愛知県 166.8 km、名古屋市 5.9 km）重用延長を含む。[2][注釈 2]
- 重用延長 : 40.3 km（愛知県 40.3 km、名古屋市 - km）[2][注釈 2]
- 未供用延長 : なし[2][注釈 2]
- 実延長 : 132.5 km（愛知県 126.6 km、名古屋市 5.9 km）[2][注釈 2]
  - 現道 : 113.1 km（愛知県 107.2 km、名古屋市 5.9 km）[2][注釈 2]
  - 旧道 : 0.5 km（愛知県 0.5 km、名古屋市 - km）[2][注釈 2]
  - 新道 : 18.9 km（愛知県 18.9 km、名古屋市 - km）[2][注釈 2]
- 指定区間：国道1号と重複する区間（豊川市・宮下交差点 - 豊橋市・西八町交差点）

## 歴史
- 1956年（昭和31年）7月10日 - 二級国道247号名古屋半田豊橋線（愛知県名古屋市 - 愛知県豊橋市）として指定。
- 1965年（昭和40年）4月1日 - 一般国道247号となる。
- 1982年（昭和57年）4月1日 - 常滑市 - 半田市の経路変更。

愛知県道34号半田南知多常滑線（1973年（昭和48年）4月1日 - 1982年（昭和57年）3月31日）の経路だった海岸沿いへ変更され、短絡していた旧道が愛知県道34号半田常滑線となる。

## 路線状況

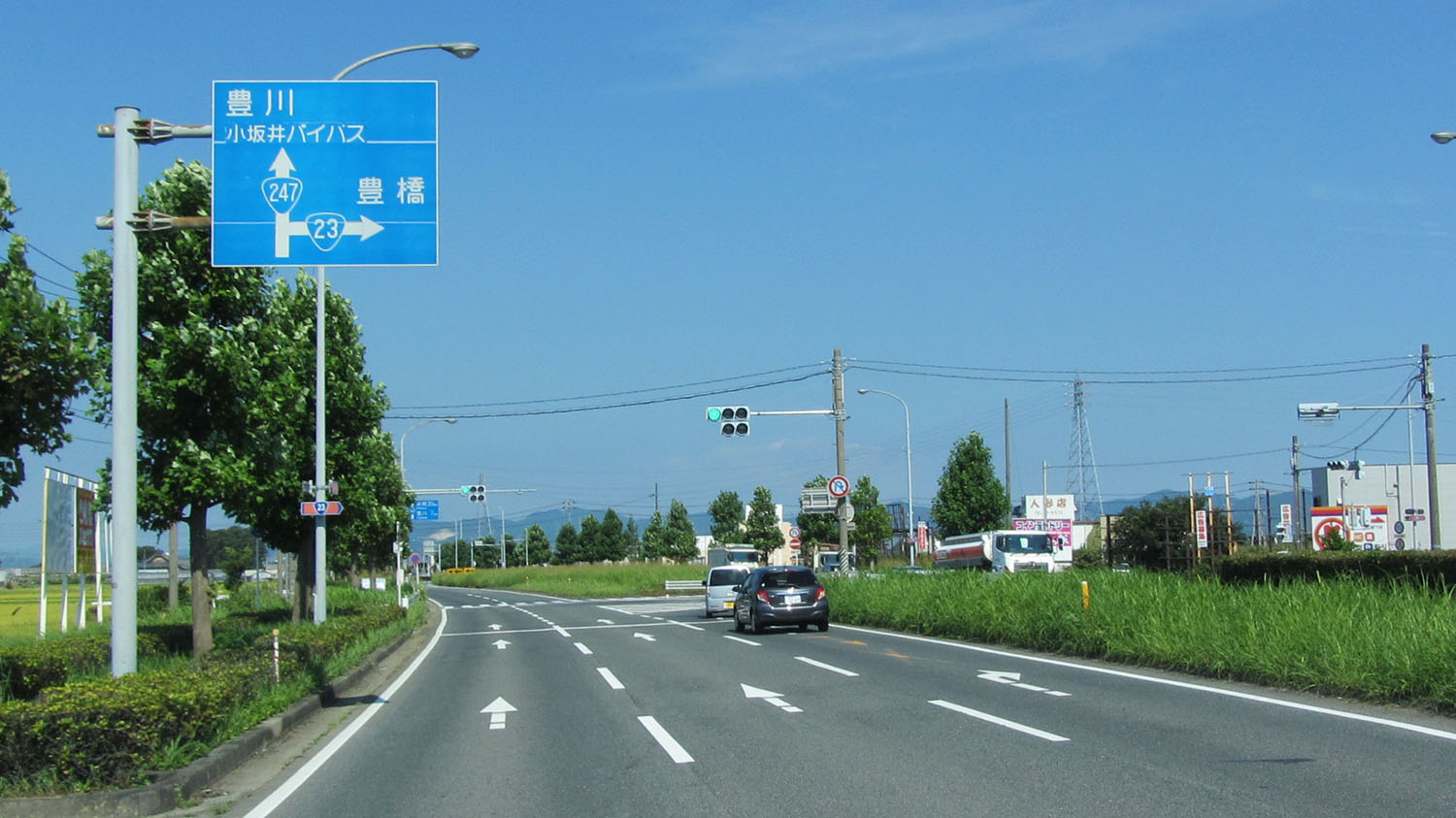
小坂井バイパス入口付近
愛知県豊橋市前芝町

### 主な別名・愛称
- 加福通（名古屋市南区）
- 柴田通（名古屋市南区）
- 半田街道（東海市、阿久比町、半田市）
- 知多街道（東海市、知多市、常滑市）
- 常滑街道（常滑市、美浜町、南知多町）
- 師崎街道（南知多町、美浜町、武豊町、半田市、東浦町、大府市）
- 中央バイパス（蒲郡市）
- 平坂街道（蒲郡市、豊川市）
- 蒲郡街道（豊橋市）

### バイパス
- 西知多産業道路：東海市、知多市
- 常滑バイパス：知多市、常滑市
- 常滑〜美浜バイパス：常滑市、美浜町
- 衣浦豊田道路：高浜市衣浦大橋東交差点 - 碧南市港本町交差点
- 中央バイパス：蒲郡市竹谷町 - 蒲郡市三谷町
- 小坂井バイパス：豊川市、豊橋市

### 重複区間
- 国道155号（西知多産業道路横須賀IC・高横須賀町交差点 - 常滑市・原松町交差点）
- 国道1号・国道151号（豊川市・宮下交差点 - 豊橋市・西八町交差点）

### 道路施設

#### 橋梁
- 衣浦大橋

### 交通量
平日24時間交通量（平成17年度道路交通センサス）
| 地点              | 台数   |
| ----------------- | ------ |
| 半田市浜田町2丁目 | 21,772 |

## 地理
知多半島と三河地区の海岸沿いを走る路線である。三河地区では名鉄蒲郡線と並行し、知多半島では東側で名鉄河和線、名鉄知多新線およびJR東海武豊線と、西側で名鉄常滑線とそれぞれ並行する。

### 通過する自治体
- 愛知県
  - 名古屋市（熱田区 - 南区 - 緑区） - 東海市 - 知多市 - 常滑市 - 知多郡美浜町 - 知多郡南知多町 - 知多郡美浜町 - 知多郡武豊町 - 半田市 - 高浜市 - 碧南市 - 西尾市 - 蒲郡市 - 豊川市 - 豊橋市 - 豊川市 - 豊橋市

### 交差する道路
- 国道1号・国道19号（伏見通）・国道22号（伏見通）（名古屋市熱田区、熱田神宮南交差点）
- 国道302号（名古屋環状2号線）（東海市）
- E1A 伊勢湾岸自動車道東海IC（東海市）
- 国道155号（東海市）
- 国道366号（半田市）
- 国道419号（高浜市）
- 衣浦トンネル（碧南市）
- 国道23号（名豊道路）（豊川市、前芝IC）
- 国道248号（蒲郡市）
- 国道473号（蒲郡市）
- 国道1号・国道151号（豊川市）
- 国道259号（田原街道）（豊橋市）

## ギャラリー

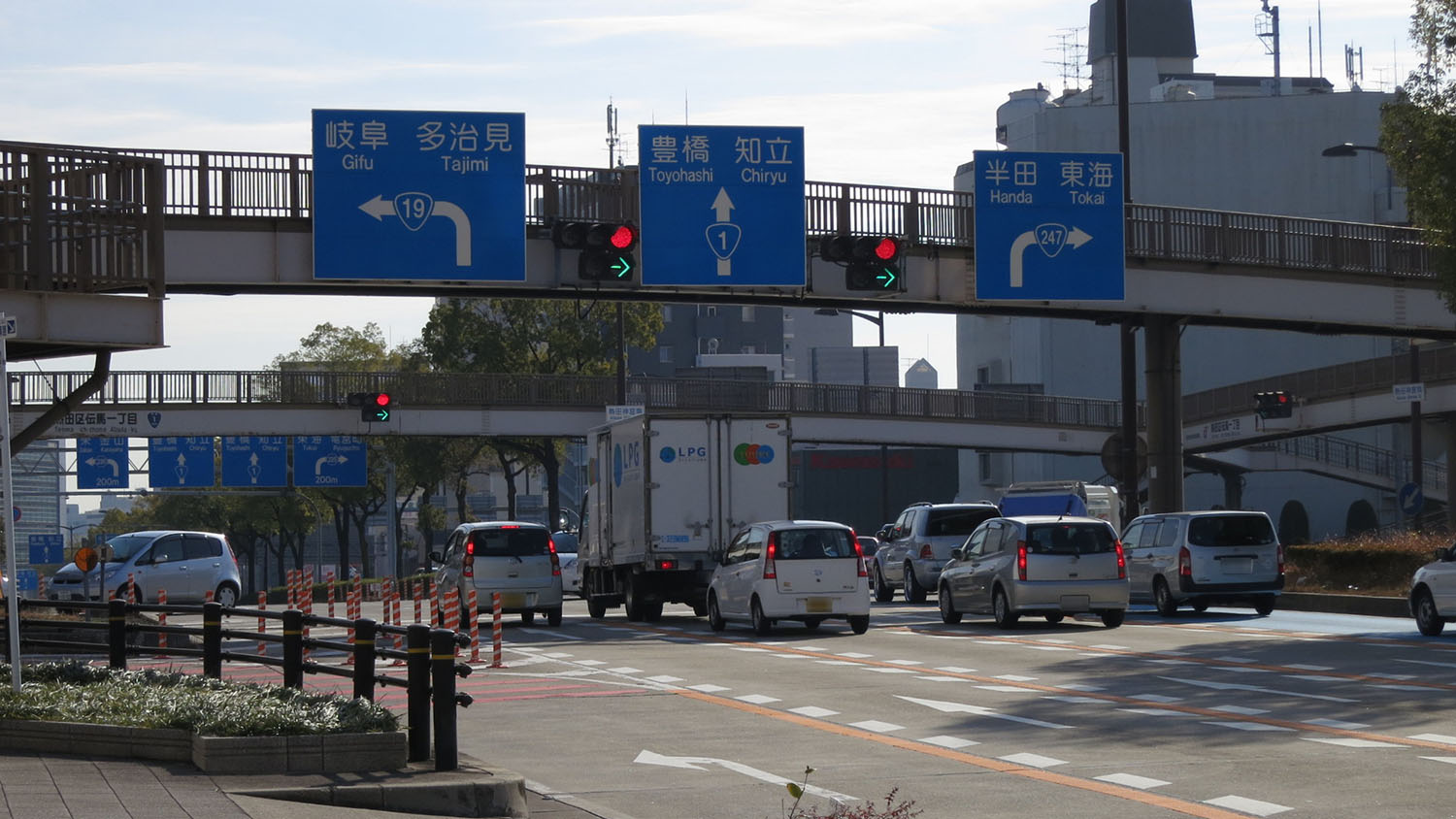
国道247号 起点（愛知県名古屋市熱田区熱田神宮南交差点）
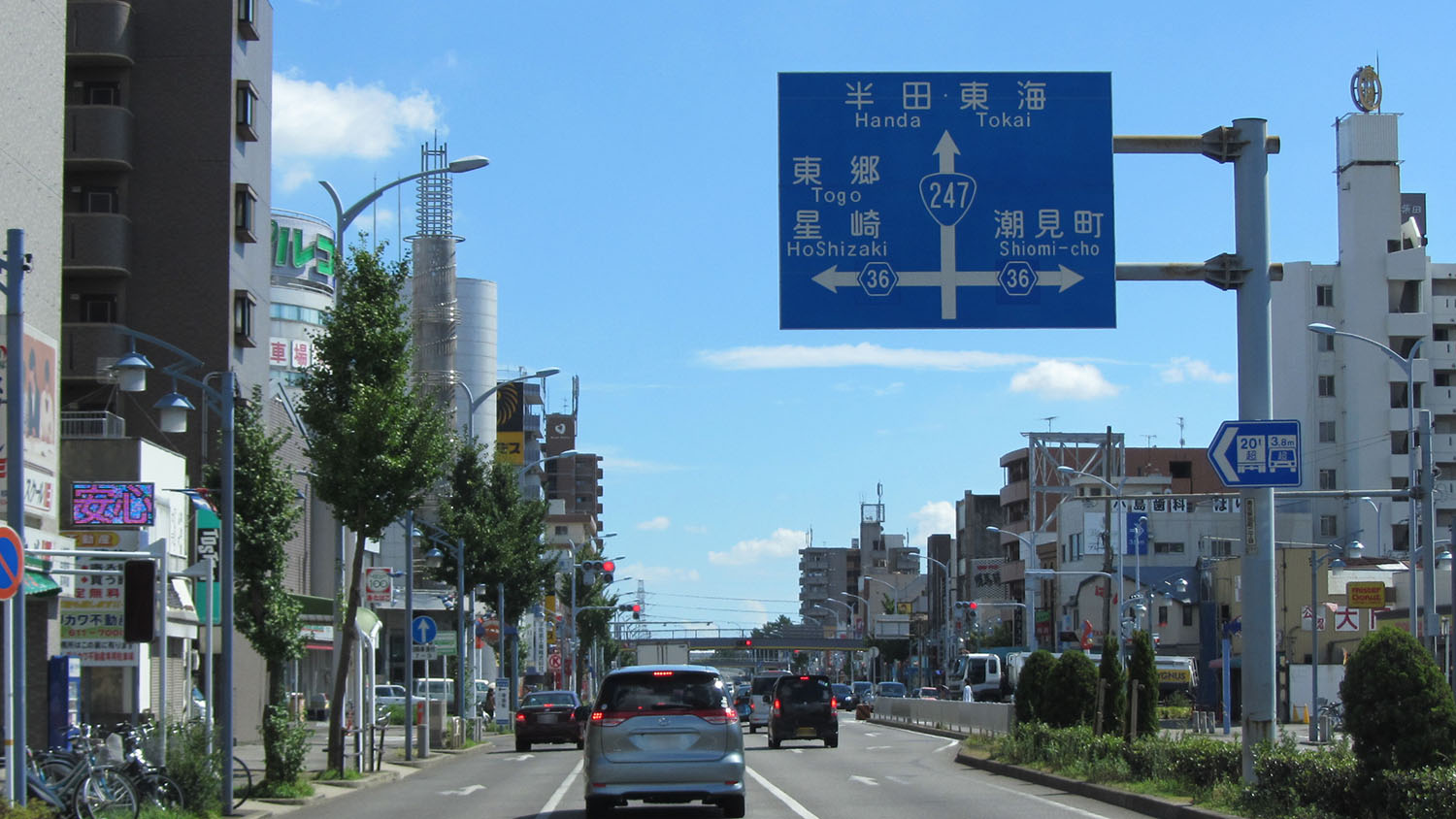
愛知県名古屋市南区 柴田本通
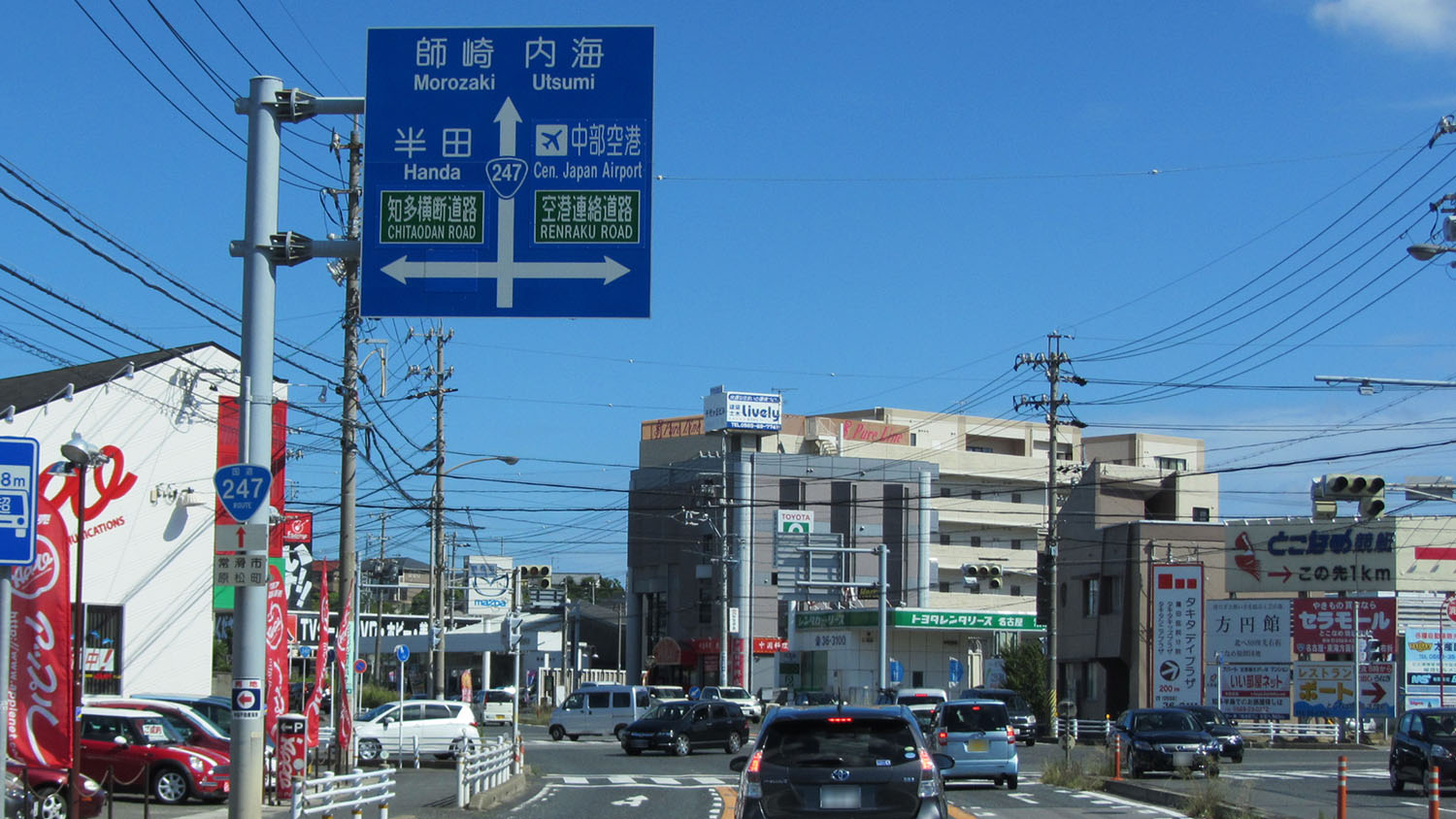
愛知県常滑市長間
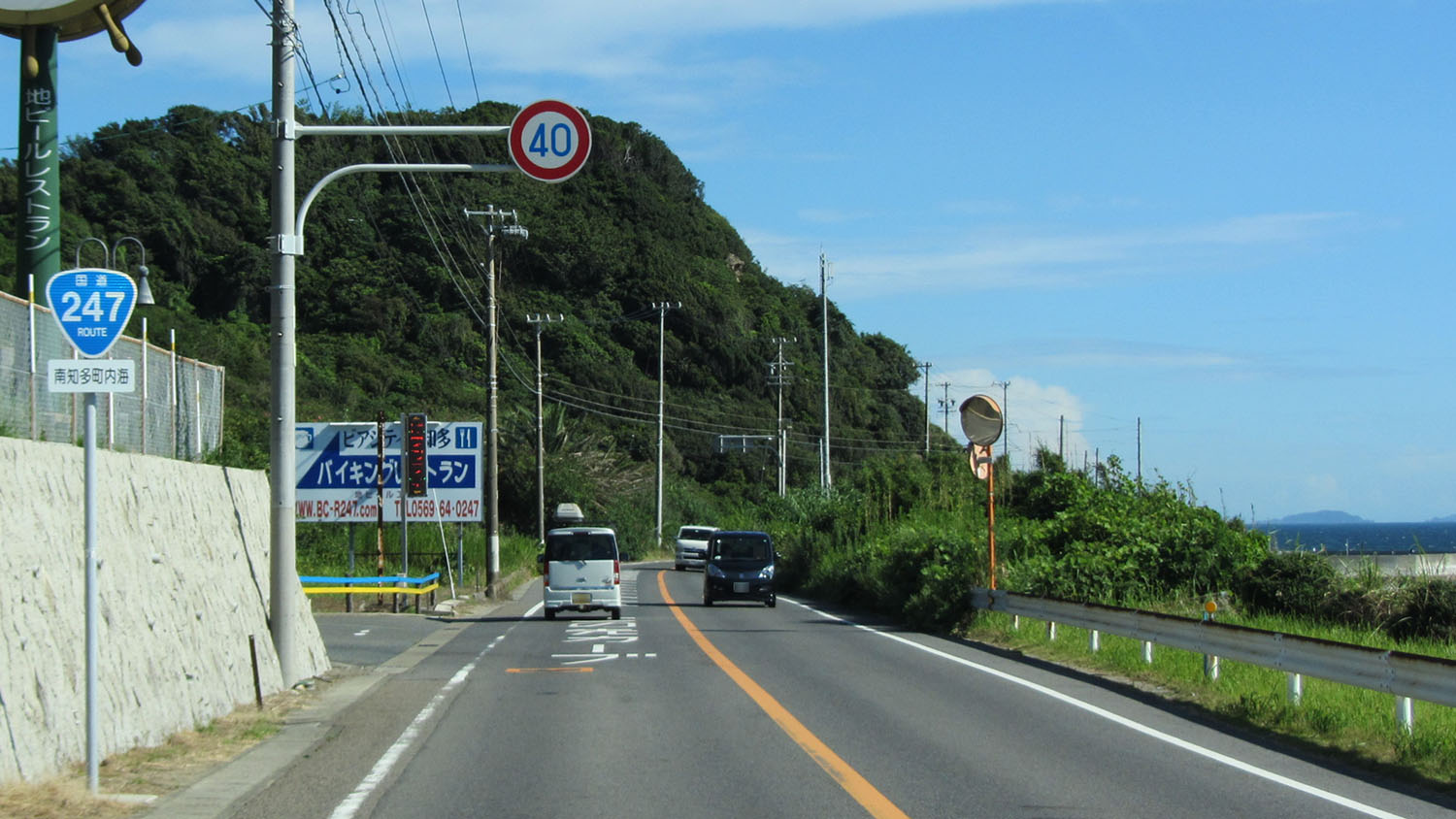
愛知県知多郡南知多町 内海
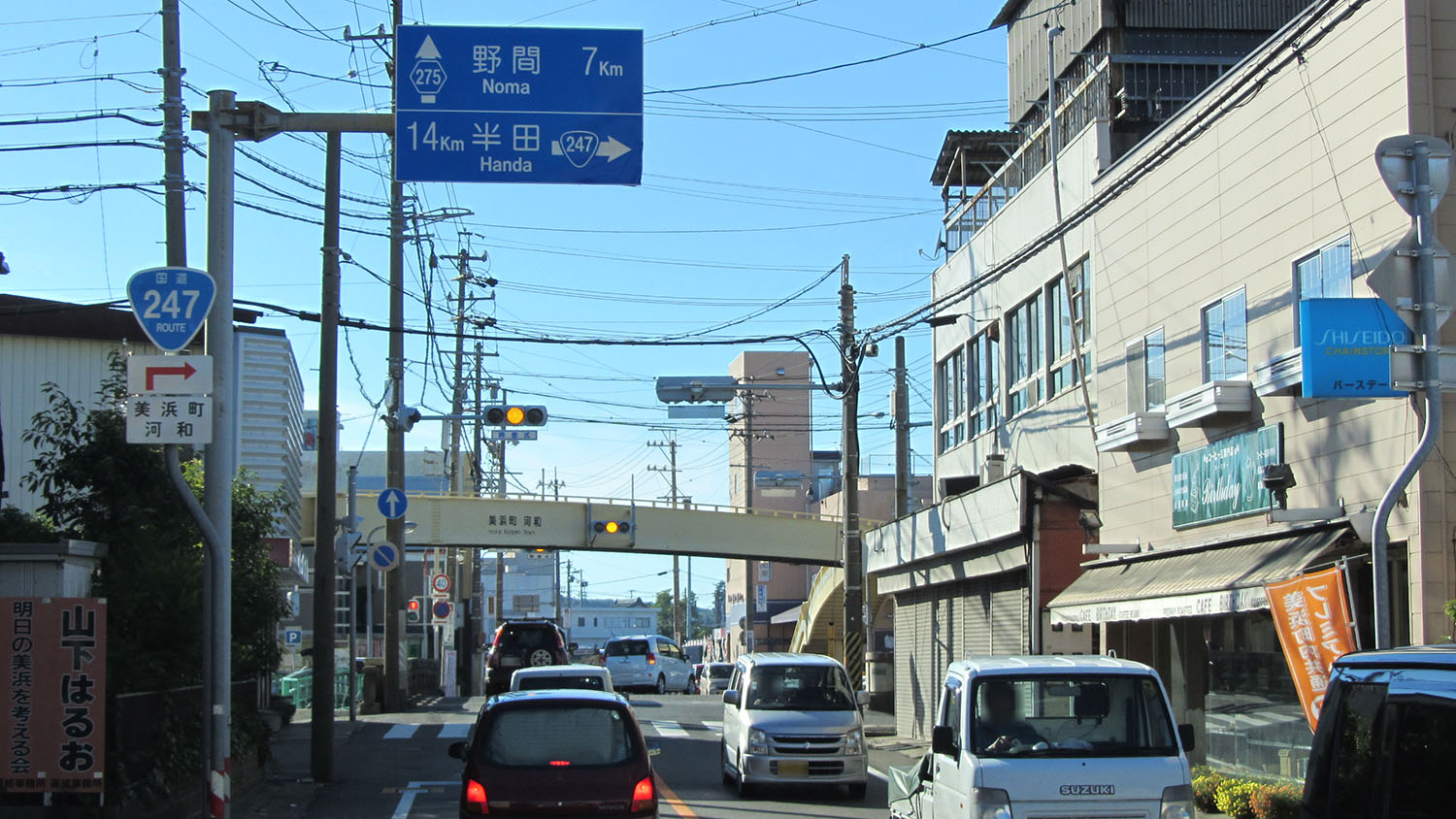
名鉄河和線 河和駅周辺 愛知県知多郡美浜町河和
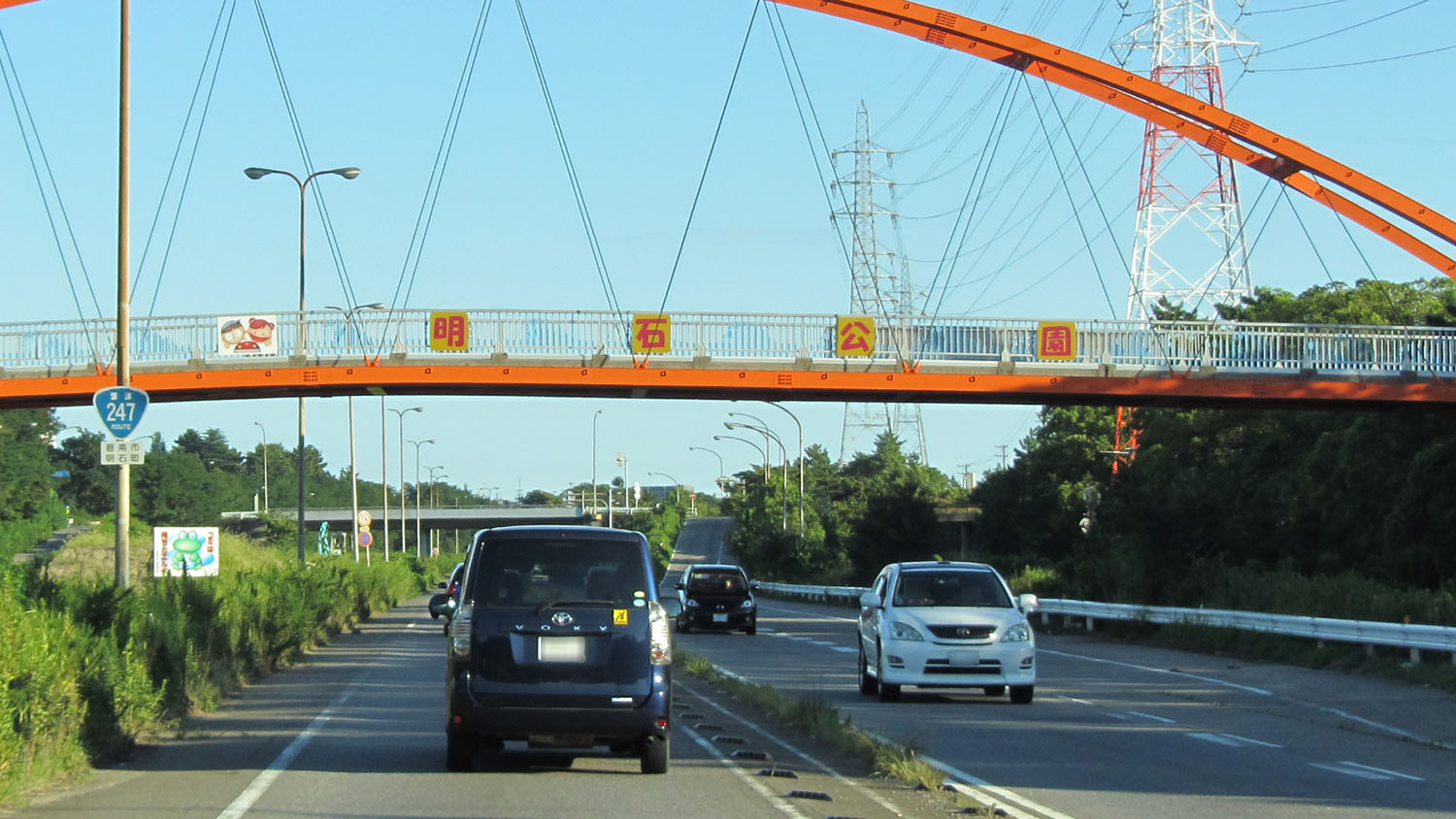
愛知県碧南市明石町
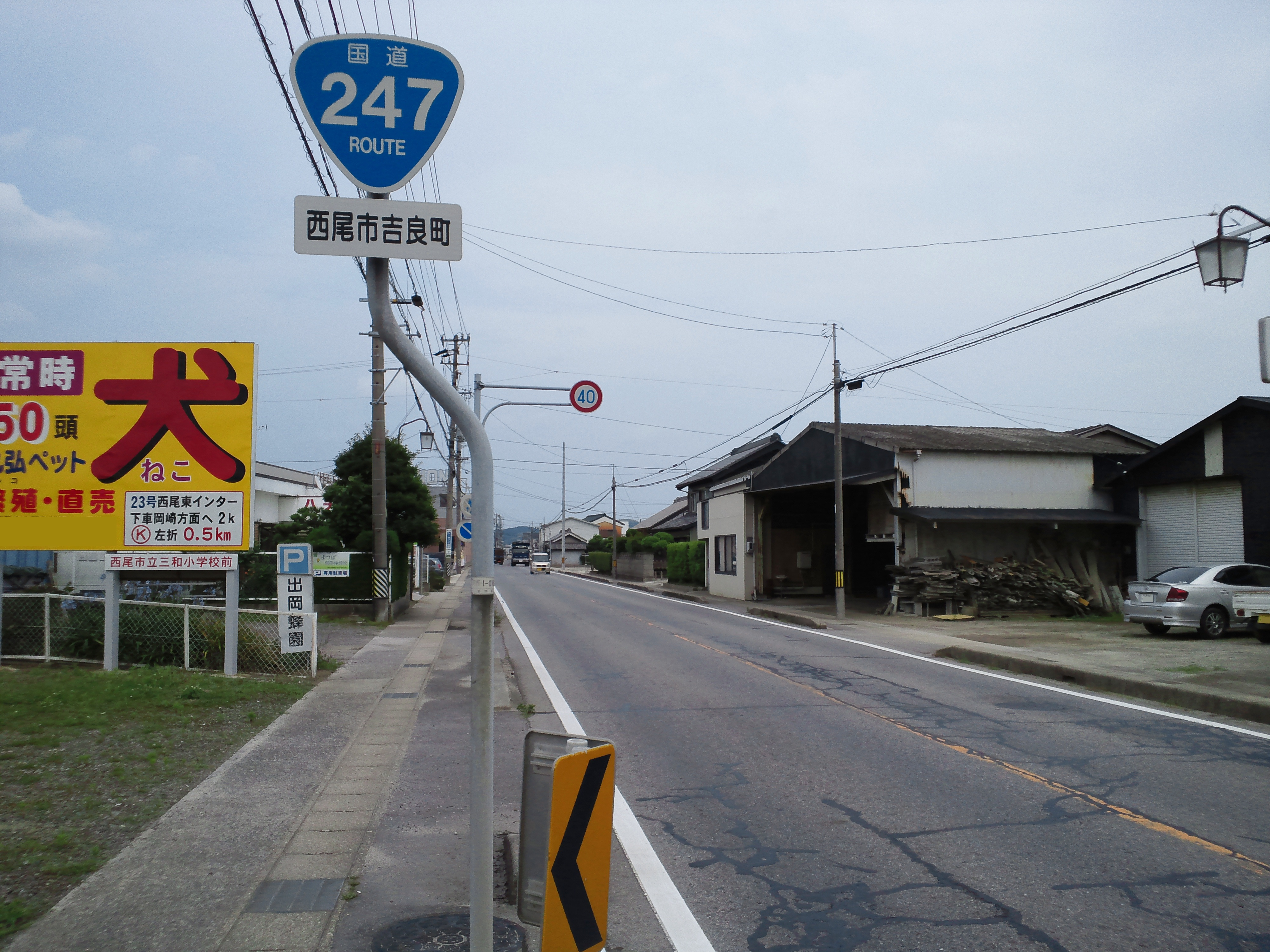
愛知県西尾市吉良地区 （2012年7月）
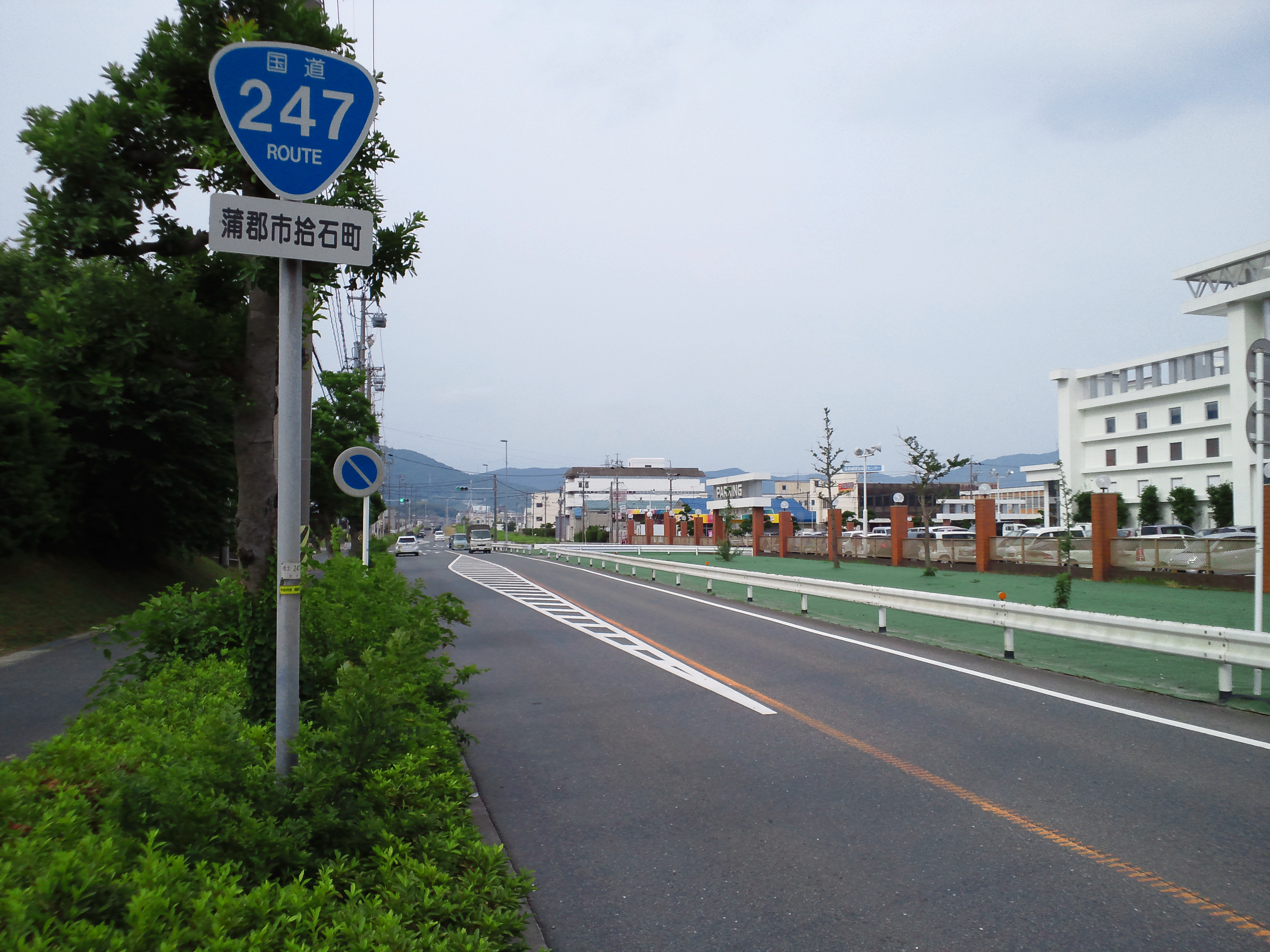
愛知県蒲郡市拾石町 （2012年7月）